# Monterotondo
Monterotondo là một đô thị trong tỉnh Roma, vùng Lazio, Ý. Đô thị này có diện tích km², dân số thời điểm năm 2009 là người. Monterotondo có cự ly km về phía so với thủ đô Roma.